# کلاته عمر
کلاته عمر، روستایی از توابع بخش سفیدابه شهرستان نیمروز در استان سیستان و بلوچستان ایران است.

## جمعیت
این روستا در دهستان سفیدابه قرار دارد و براساس سرشماری مرکز آمار ایران در سال ۱۳۸۵، جمعیت آن ۴۳۲ نفر (۷۰خانوار) بوده‌است.